# Старт (футбольний клуб, Чорноморськ)
«Старт» — український професійний футбольний клуб із міста Чорноморськ Одеської області. Бере участь у Вищій лізі пляжного футболу.
Матчі проводить на спортивній арені «Старт», розрахованій на 1000 місць.
Кольори форми: червоно-білі.

## Історія
Уперше команда «Старт» брала участь в офіційних змаганнях 2003 року. Засновниками клубу стали футболісти-ентузіасти Єгор Кобелецький (Президент клубу, 2003—2010 рр.) й Андрій Мельник (капітан команди, 2003—2009 рр.). Тогочасна команда являла собою аматорський колектив, у якому грали переважно працівники однойменного кафе.
2005 року команда взяла участь у перших змаганнях з пляжного футболу в м. Чорноморську. Відтоді команда акцентує свою увагу на пляжному футболі, але при цьому не забуває і про класичний і міні-футбол.
Офіційно футбольний клуб зареєстровано 2007 року. Сьогодні це напівпрофесійний клуб, який бере участь в Чемпіонатах України з міні-футболу та пляжного футболу й об'єднує близько 60 осіб, серед яких спортсмени та керівний склад. Клуб має у своєму складі дорослу команду, три дитячі секції, тренерський склад, лікаря, начальника команди, а також має сучасну інфраструктуру: офіс, транспорт, інтернет-сайт, тренувальну базу з пляжного футболу.
Незважаючи на такий короткий термін, «ФК Старт» вже заявив про себе як клуб, впізнаваний у футбольних колах усієї країни, що ставить перед собою високі завдання і завойовує високі місця. Особливо хотілося б відзначити сезон 2008 року, в якому команда стала чемпіоном України серед команд 1-ї ліги з міні-футболу, а також гідно виступила в чемпіонаті України серед команд вищої ліги з пляжного футболу. Команда посіла 5-те місце з 16 команд, продемонструвавши видовищний змістовний футбол, перегравши при цьому майбутніх чемпіонів (у їх складі грали бразильці — чинні чемпіони світу), і зупинилася за крок від призових місць.

## Досягнення
Чемпіон України з міні-футболу. 1-ша ліга сезону 2007/2008.
Призер чемпіонату Одеської області з пляжного футболу 2009, 2010.
Учасник фінальних турнірів чемпіонату України з пляжного футболу 2007—2010 рр.
Фіналіст Суперкубку України з пляжного футболу 2010 р.

## Гравці ФК «Старт» на великих міжнародних турнірах
| Турнір                | Учасники    |
| --------------------- | ----------- |
| Чемпіонат Європи 2010 | Роман Пачев |